# پیتر پالتچیک
پیتر پالتچیک (عبری: פיטר פלצ'יק‎؛ زادهٔ ۴ ژانویهٔ ۱۹۹۲) جودوکار اهل اسرائیل است.
وی در مسابقات کشوری و بین‌المللی در مجموع برندهٔ ۱ مدال طلا، ۱ مدال برنز شده‌است.